# Hygrochroa quadrata
Hygrochroa quadrata är en fjärilsart som beskrevs av Jones 1908. Hygrochroa quadrata ingår i släktet Hygrochroa och familjen silkesspinnare. Inga underarter finns listade i Catalogue of Life.